# Jan Kazimierz Denhoff
Jan Kazimierz Denhoff (anche Dönhoff) (Varsavia, 8 giugno 1649 – Roma, 20 giugno 1697) è stato un cardinale e vescovo cattolico polacco.

## Biografia

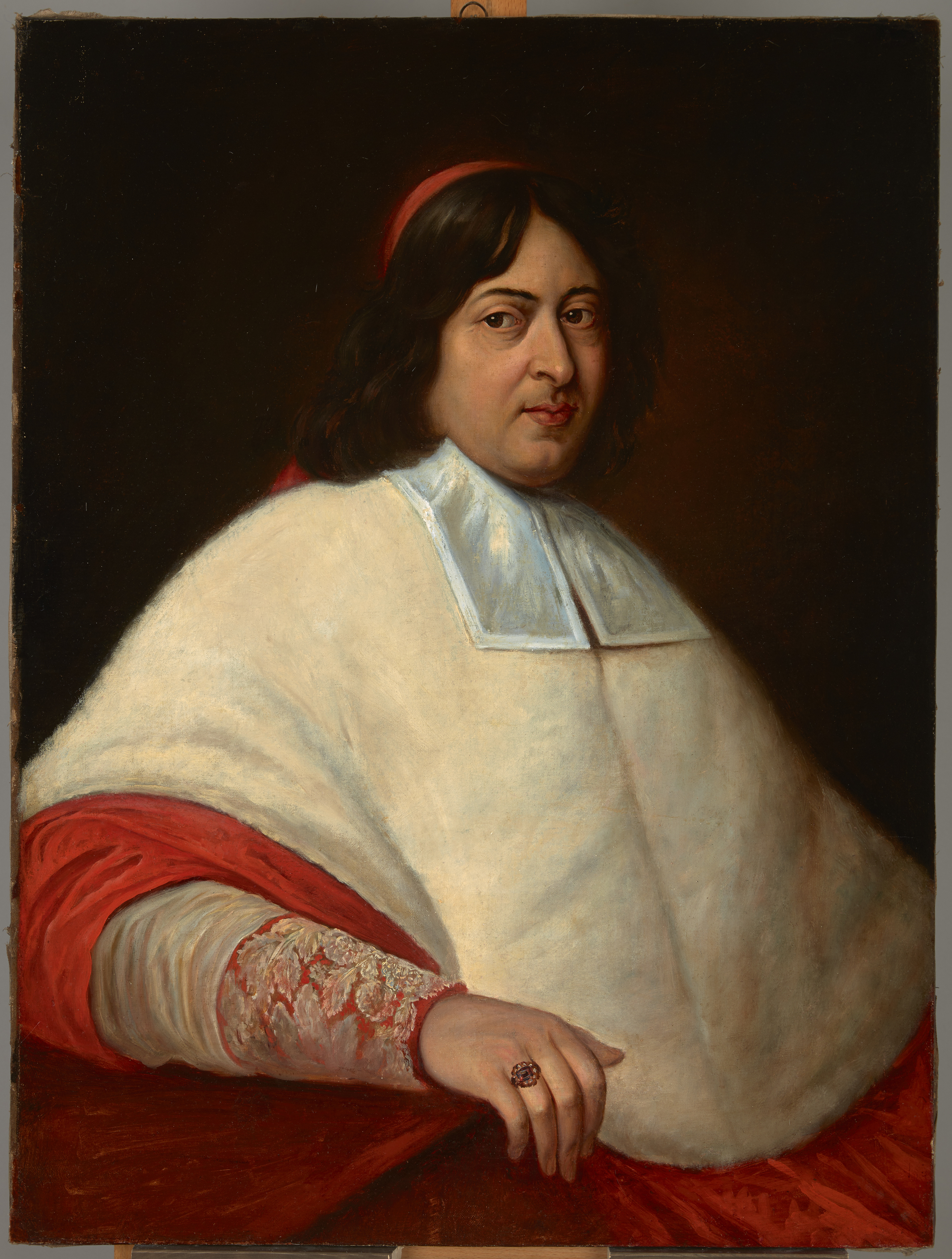
Ritratto del cardinale Jan Kazimierz Denhoff, 1694, Museo Nazionale di Cracovia

Nacque a Varsavia l'8 giugno 1649, figlio di Teodor Denhoff e Katarzyna Franciszka Bessen. Aveva due fratelli, Henryk e Franciszek Teodor e, inoltre, due sorelle, Elżbieta e Urszula. Il suo padrino era l'ex cardinale e re polacco Jan II Kazimierz Waza.
Papa Innocenzo XI lo elevò al rango di cardinale nel concistoro del 2 settembre 1686 ed il 30 settembre successivo ricevette la berretta ed il titolo di San Giovanni a Porta Latina.
Il 10 novembre 1687 fu nominato vescovo di Cesena.
Morì il 20 giugno 1697 all'età di 48 anni.

## Genealogia episcopale
La genealogia episcopale è:
- Cardinale Guillaume d'Estouteville, O.S.B.Clun.
- Papa Sisto IV
- Papa Giulio II
- Cardinale Raffaele Sansone Riario
- Papa Leone X
- Papa Paolo III
- Cardinale Francesco Pisani
- Cardinale Alfonso Gesualdo di Conza
- Papa Clemente VIII
- Cardinale Pietro Aldobrandini
- Cardinale Laudivio Zacchia
- Cardinale Antonio Barberini, O.F.M.Cap.
- Cardinale Marcantonio Franciotti
- Cardinale Giambattista Spada
- Cardinale Carlo Pio di Savoia
- Cardinale Jan Kazimierz Denhoff